# Acanthoderes rubripes
Acanthoderes rubripes es una especie de escarabajo del género Acanthoderes, familia Cerambycidae. Fue descrita científicamente por Bates en 1872.
Se distribuye por Costa Rica, Nicaragua	y Panamá. Posee una longitud corporal de 11,66-14,84 milímetros.